# أوليفير كابو

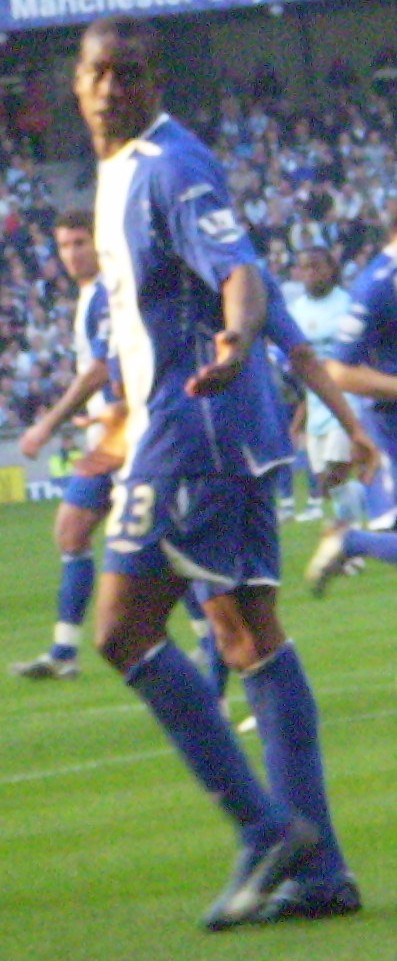
أوليفير كابو

نارسيسيه أوليفر كابو أوبو (بالفرنسية: Narcisse-Olivier Kapo-Obou)، من مواليد 27 سبتمبر 1980 في أبيدجان في ساحل العاج، لاعب كرة قدم فرنسي.
بدأ مسيرته الكروية مع نادي أوكسير في عام 1999، ولعب معهم حتى عام 2004، وشارك معهم في 119 مباراة وسجل 19 هدف، وفي عام 2004 انتقل إلى نادي يوفنتوس الإيطالي، وفي موسم 2005/2006 أعير إلى نادي موناكو، ولعب معهم 25 مباراة وسجل 5 أهداف، وفي موسم 2006/2007 أعير إلى نادي ليفانتي الإسباني، ولعب معهم 32 مباراة وسجل 5 أهداف.
و قد بدأ باللعب مع منتخب فرنسا لكرة القدم في عام 2002.

## وصلات خارجية
- أوليفير كابو على موقع رابطة كرة القدم الفرنسية للمحترفين (الإنجليزية)
- أوليفير كابو على موقع قاعدة بيانات كرة القدم.إي يو (الإنجليزية)
- أوليفير كابو على موقع ناشيونال فوتبول تيمز (الإنجليزية)
- أوليفير كابو على موقع Soccerbase.com (لاعب) (الإنجليزية)
- أوليفير كابو على موقع Soccerway.com (الإنجليزية)
- أوليفير كابو على موقع عالم كرة القدم.نت (الإنجليزية)
- أوليفير كابو على موقع كووورة